# Mafet
Mafet es una localidad perteneciente al municipio de Agramunt, en la provincia de Lérida, comunidad autónoma de Cataluña, España. En 2018 contaba con 67 habitantes.